# L'Hyperboloïde de l'ingénieur Garine
L'Hyperboloïde de l'ingénieur Garine (en russe : Гиперболоид инженера Гарина) est un roman de science-fiction soviétique d'Alexis Tolstoï paru en 1925 dans la revue Krasnaïa nov et publié en volume en 1927. Le texte original connaît plusieurs remaniements, avant d'arriver à sa dernière version en 1939,.

## Personnages
- Piotr Petrovitch Garine, connu sous le nom de Pierre Garry, ingénieur russe, créateur de l'hyperboloïde - nouvelle arme à énergie dirigée. En quête de pouvoir absolu, il se retrouve brièvement dictateur des États-Unis ;
- Zoya Montrose, connue également comme Mme Lamolle, danseuse du ballet russe, aventurière et, plus tard, compagne de Garine ;
- Vassili Vitalievitch Chelga, enquêteur à la Criminelle de Léningrad, agent secret soviétique œuvrant pour exporter la Révolution prolétarienne et faire pénétrer le bolchévisme dans le monde entier ;
- Rolling, industriel américain millionnaire, concurrent de Garine dans son aspiration à diriger le monde et à s'attirer les faveurs de Zoya ;
- Nikolaï Mantsev, scientifique et géologue, dont les résultats d'exploration aident le travail de Garine. Il se tue, en tombant d'un ballon dirigeable, en route vers l'Ile d'or.
- Ivan Goussev, jeune garçon russe, membre d'expédition de Mantsev, qui un temps se trouve manipulé par Garine, puis, aidant l'agent Chelga trouve la mort brûlé par le faisceau d'hyperboloïde ;

## Résumé
L'ingénieur Garine invente une arme permettant la destruction d'objets à distance, dont les effets s'apparentent à ceux d'un laser. Il compte s'en servir pour dominer le monde,.

### Adaptation au cinéma
- 1965 : L'Hyperboloïde de l'ingénieur Garine, adaptation d'Aleksandr Gintsburg avec Evgueni Evstigneïev
- 1973 : La Défaite de l'ingénieur Garine (ru) (Крах инженера Гарина), téléfilm inspiré du roman, réalisé par Leonid Kvinikhidze.

### Traductions françaises
- Alexis Toltsoï trad. Stella Ajzenberg, L'Hyperboloïde de l'ingénieur Garine, Moscou, Éditions en langues étrangères, [s.d.] (probablement 1959[3]), 340 pages.
- Alexis Toltsoï trad. Serge Solheid, L'Hyperboloïde de l'ingénieur Garine, Moscou, Radouga, 1989  (ISBN 5-05-002389-0), 304 pages.